# Problema de três corpos

Trajetórias aproximadas de três corpos idênticos localizados nos vértices de um triângulo escaleno e com velocidades iniciais nulas. Vê-se que o centro de massa, de acordo com a lei da conservação do momento, permanece no lugar

Na física e na mecânica clássica, o problema de três corpos é o problema de tomar as posições e velocidades iniciais (ou momento) de três massas pontuais e resolver seu movimento subsequente de acordo com as leis do movimento de Newton e a lei da gravitação universal de Isaac Newton. O problema de três corpos é um caso especial do Problema de n-corpos. Ao contrário do problema de dois corpos, não existe uma solução geral de forma fechada, pois o sistema dinâmico resultante é caótico para a maioria das condições iniciais, e métodos numéricos são geralmente necessários.
Historicamente, o primeiro problema específico de três corpos a receber estudo prolongado foi o que envolvia a Lua, Terra e o Sol. Em um sentido moderno estendido, um problema de três corpos é qualquer problema em mecânica clássica ou mecânica quântica que modela o movimento de três partículas.

## Descrição matemática
A afirmação matemática do problema de três corpos pode ser dada em termos das equações newtonianas de movimento para posições vetoriais {\displaystyle \mathbf {r_{i}} =(x_{i},y_{i},z_{i})} de três corpos gravitacionalmente interagindo com massas {\displaystyle m_{i}}:
{\displaystyle {\begin{aligned}{\ddot {\mathbf {r} }}_{\mathbf {1} }&=-Gm_{2}{\frac {\mathbf {r_{1}} -\mathbf {r_{2}} }{|\mathbf {r_{1}} -\mathbf {r_{2}} |^{3}}}-Gm_{3}{\frac {\mathbf {r_{1}} -\mathbf {r_{3}} }{|\mathbf {r_{1}} -\mathbf {r_{3}} |^{3}}},\\{\ddot {\mathbf {r} }}_{\mathbf {2} }&=-Gm_{3}{\frac {\mathbf {r_{2}} -\mathbf {r_{3}} }{|\mathbf {r_{2}} -\mathbf {r_{3}} |^{3}}}-Gm_{1}{\frac {\mathbf {r_{2}} -\mathbf {r_{1}} }{|\mathbf {r_{2}} -\mathbf {r_{1}} |^{3}}},\\{\ddot {\mathbf {r} }}_{\mathbf {3} }&=-Gm_{1}{\frac {\mathbf {r_{3}} -\mathbf {r_{1}} }{|\mathbf {r_{3}} -\mathbf {r_{1}} |^{3}}}-Gm_{2}{\frac {\mathbf {r_{3}} -\mathbf {r_{2}} }{|\mathbf {r_{3}} -\mathbf {r_{2}} |^{3}}}.\end{aligned}}}
onde {\displaystyle G} é a constante gravitacional. Este é um conjunto de nove equações diferenciais de segunda ordem. O problema também pode ser enunciado de forma equivalente no formalismo hamiltoniano, caso em que é descrito por um conjunto de 18 equações diferenciais de primeira ordem, uma para cada componente das posições {\displaystyle \mathbf {r_{i}} } e momento {\displaystyle \mathbf {p_{i}} }:
{\displaystyle {\frac {d\mathbf {r_{i}} }{dt}}={\frac {\partial {\mathcal {H}}}{\partial \mathbf {p_{i}} }},\qquad {\frac {d\mathbf {p_{i}} }{dt}}=-{\frac {\partial {\mathcal {H}}}{\partial \mathbf {r_{i}} }},}
onde {\displaystyle {\mathcal {H}}} é o hamiltoniano:
{\displaystyle {\mathcal {H}}=-{\frac {Gm_{1}m_{2}}{|\mathbf {r_{1}} -\mathbf {r_{2}} |}}-{\frac {Gm_{2}m_{3}}{|\mathbf {r_{3}} -\mathbf {r_{2}} |}}-{\frac {Gm_{3}m_{1}}{|\mathbf {r_{3}} -\mathbf {r_{1}} |}}+{\frac {\mathbf {p_{1}} ^{2}}{2m_{1}}}+{\frac {\mathbf {p_{2}} ^{2}}{2m_{2}}}+{\frac {\mathbf {p_{3}} ^{2}}{2m_{3}}}.}
Neste caso {\displaystyle {\mathcal {H}}} é simplesmente a energia total do sistema, gravitacional mais cinética.

### Problema restrito de três corpos

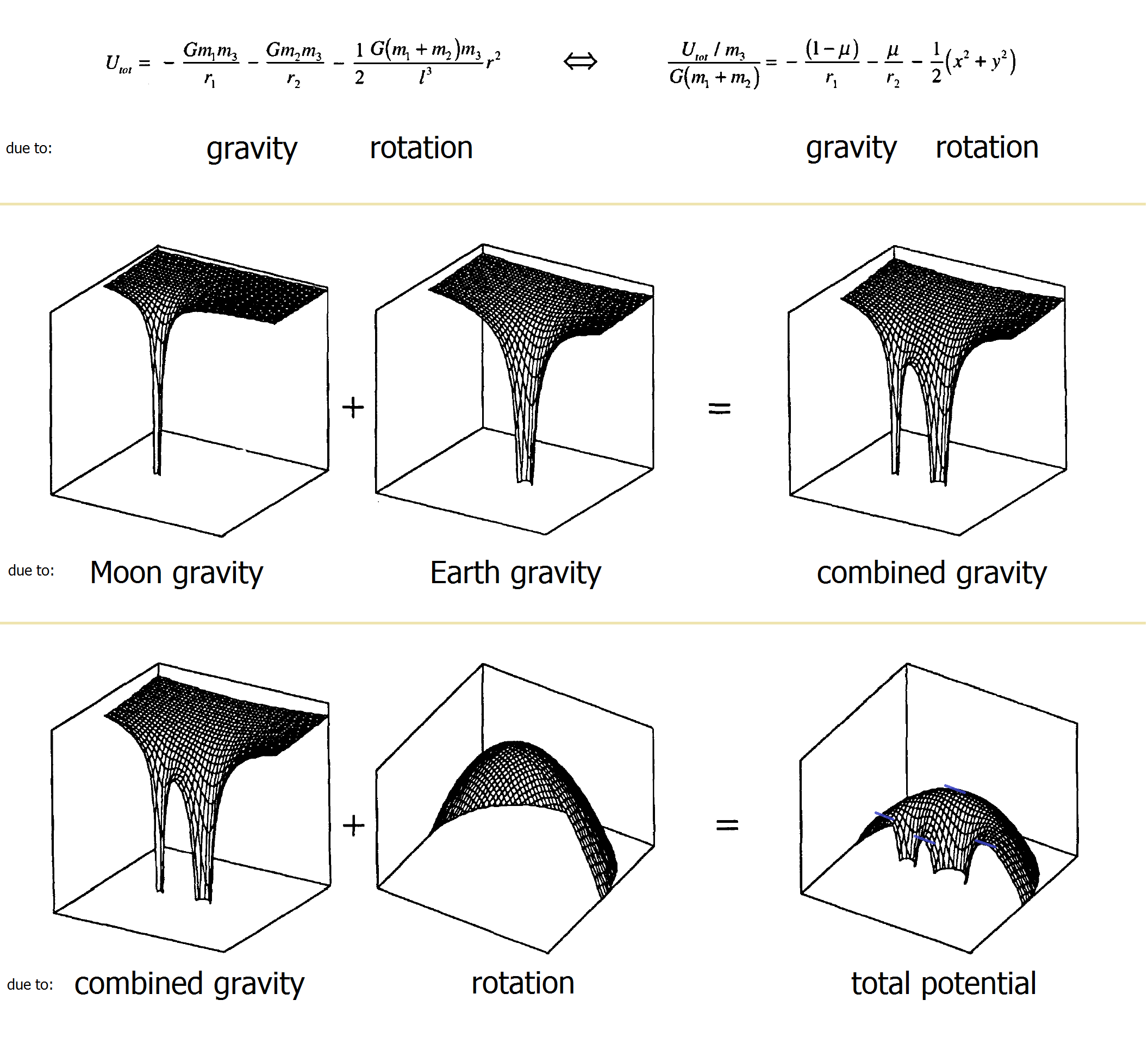
O problema circular restrito de três corpos é uma aproximação válida das órbitas elípticas encontradas no Sistema Solar, e isso pode ser visualizado como uma combinação dos potenciais devidos à gravidade de dois corpos primários juntamente com o efeito centrífugo de sua rotação (efeitos Coriolis são dinâmicos e não mostrados). Os pontos de Lagrange podem ser vistos como os cinco lugares onde o gradiente na superfície resultante é zero (mostrado como linhas azuis), indicando que as forças estão em equilíbrio

No problema restrito de três corpos, um corpo de massa desprezível (o "planetoide") se move sob a influência de dois corpos massivos. Tendo massa desprezível, a força que o planetoide exerce sobre os dois corpos massivos pode ser desprezada, e o sistema pode ser analisado e, portanto, descrito em termos de um movimento de dois corpos. Normalmente, esse movimento de dois corpos é considerado como consistindo de órbitas circulares em torno do centro de massa, e o planetoide se move no plano definido pelas órbitas circulares.
O problema restrito de três corpos é mais fácil de analisar teoricamente do que o problema completo. Também é de interesse prático, pois descreve com precisão muitos problemas do mundo real, sendo o exemplo mais importante o sistema Terra-Lua-Sol. Por essas razões, ocupou um papel importante no desenvolvimento histórico do problema de três corpos.
Matematicamente, o problema é enunciado da seguinte forma. Seja {\displaystyle m_{1,2}} as massas dos dois corpos massivos, com coordenadas (planares) {\displaystyle (x_{1},y_{1})} e {\displaystyle (x_{2},y_{2})}, e deixe {\displaystyle (x,y)} são as coordenadas do planetoide. Para simplificar, escolha unidades tais que a distância entre os dois corpos massivos, bem como a constante gravitacional, sejam iguais a {\displaystyle 1}. Então, o movimento do planetoide é dado por
{\displaystyle {\begin{aligned}{\frac {d^{2}x}{dt^{2}}}=-m_{1}{\frac {x-x_{1}}{r_{1}^{3}}}-m_{2}{\frac {x-x_{2}}{r_{2}^{3}}},\\{\frac {d^{2}y}{dt^{2}}}=-m_{1}{\frac {y-y_{1}}{r_{1}^{3}}}-m_{2}{\frac {y-y_{2}}{r_{2}^{3}}},\end{aligned}}}
onde {\displaystyle r_{i}={\sqrt {(x-x_{i})^{2}+(y-y_{i})^{2}}}}. Nesta forma as equações de movimento carregam uma dependência de tempo explícita através das coordenadas {\displaystyle x_{i}(t),y_{i}(t)}. No entanto, esta dependência do tempo pode ser removida através de uma transformação para um referencial rotativo, o que simplifica qualquer análise subsequente.

## Soluções

Enquanto um sistema de três corpos interagindo gravitacionalmente é caótico, um sistema de três corpos interagindo elasticamente não é.

### Solução geral
Não existe uma solução geral de forma fechada para o problema de três corpos, o que significa que não existe uma solução geral que possa ser expressa em termos de um número finito de operações matemáticas padrão. Além disso, o movimento de três corpos geralmente não é repetido, exceto em casos especiais.
No entanto, em 1912, o matemático finlandês Karl F. Sundman provou que existe uma solução analítica para o problema de três corpos na forma de uma série de potências em termos de potências de t1/3. Esta série converge para todos os t reais, exceto para as condições iniciais correspondentes ao momento angular zero. Na prática, esta última restrição é insignificante, pois as condições iniciais com momento angular zero são raras, tendo medida de Lebesgue zero.
Uma questão importante na comprovação deste resultado é o fato de que o raio de convergência para esta série é determinado pela distância até a singularidade mais próxima. Portanto, é necessário estudar as possíveis singularidades dos problemas de três corpos. Como será brevemente discutido abaixo, as únicas singularidades no problema de três corpos são colisões binárias (colisões entre duas partículas em um instante) e colisões triplas (colisões entre três partículas em um instante).
Colisões, sejam binárias ou triplas (na verdade, qualquer número), são um tanto improváveis, pois foi demonstrado que elas correspondem a um conjunto de condições iniciais de medida zero. No entanto, não há nenhum critério conhecido para ser colocado no estado inicial para evitar colisões para a solução correspondente. Assim, a estratégia de Sundman consistiu nos seguintes passos:
1. Usando uma mudança de variáveis apropriada para continuar analisando a solução além da colisão binária, em um processo conhecido como regularização.
2. Provando que colisões triplas só ocorrem quando o momento angular L se anula. Ao restringir os dados iniciais a L ≠ 0, ele removeu todas as singularidades reais das equações transformadas para o problema de três corpos.
3. Mostrando que se L ≠ 0, então não só não pode haver colisão tripla, mas o sistema está estritamente limitado a uma colisão tripla. Isso implica, usando o teorema da existência de Augustin-Louis Cauchy para equações diferenciais, que não há singularidades complexas em uma faixa (dependendo do valor de L) no plano complexo centrado em torno do eixo real (tons de Kovalevskaya).
4. Encontre uma transformação conforme que mapeie essa faixa no disco unitário. Por exemplo, se s = t1/3 (a nova variável após a regularização) e se |ln s| ≤ β, então este mapa é dado por

{\displaystyle \sigma ={\frac {e^{\frac {\pi s}{2\beta }}-1}{e^{\frac {\pi s}{2\beta }}+1}}.}
Isso conclui a prova do teorema de Sundman.
A série correspondente, no entanto, converge muito lentamente. Ou seja, obter um valor de precisão significativa requer tantos termos que esta solução é de pouca utilidade prática. De fato, em 1930, David Beloriszky calculou que se a série de Sundman fosse usada para observações astronômicas, então os cálculos envolveriam pelo menos 108000000 termos.

### Soluções para casos especiais
Em 1767, Leonhard Euler encontrou três famílias de soluções periódicas nas quais as três massas são colineares em cada instante. Veja Problema de Euler dos três corpos.
Em 1772, Joseph-Louis Lagrange encontrou uma família de soluções em que as três massas formam um triângulo equilátero a cada instante. Juntamente com as soluções colineares de Euler, essas soluções formam as configurações centrais para o problema de três corpos. Essas soluções são válidas para quaisquer razões de massa, e as massas se movem em elipses keplerianas. Essas quatro famílias são as únicas soluções conhecidas para as quais existem fórmulas analíticas explícitas. No caso especial do problema circular restrito de três corpos, essas soluções, vistas em um quadro girando com as primárias, tornam-se pontos que são referidos como L1, L2, L3, L4 e L5, e chamados de pontos lagrangianos, com L4 e L5 sendo instâncias simétricas da solução de Lagrange.
No trabalho resumido em 1892-1899, Henri Poincaré estabeleceu a existência de um número infinito de soluções periódicas para o problema restrito de três corpos, juntamente com técnicas para continuar essas soluções no problema geral de três corpos.
Em 1893, Meissel afirmou o que hoje é chamado de problema de três corpos de Pitágoras: três massas na razão 3:4:5 são colocadas em repouso nos vértices de um triângulo retângulo 3:4:5. Burrau investigou ainda mais esse problema em 1913. Em 1967, Victor Szebehely e C. Frederick Peters estabeleceram uma eventual fuga para este problema usando integração numérica, enquanto ao mesmo tempo encontravam uma solução periódica próxima.
Na década de 1970, Michel Hénon e Roger A. Broucke encontraram um conjunto de soluções que fazem parte da mesma família de soluções: a família Broucke-Henon-Hadjidemetriou. Nesta família, os três objetos têm a mesma massa e podem apresentar formas retrógradas e diretas. Em algumas das soluções de Broucke, dois dos corpos seguem o mesmo caminho.

Uma animação da solução da figura 8 para o problema dos três corpos em um único período T ≃ 6.3259

Em 1993, uma solução de momento angular zero com três massas iguais movendo-se em torno de uma forma de oito foi descoberta numericamente pelo físico Cristopher Moore no Santa Fe Institute. Sua existência formal foi provada mais tarde em 2000 pelos matemáticos Alain Chenciner e Richard Montgomery. A solução mostrou-se numericamente estável para pequenas perturbações da massa e dos parâmetros orbitais, o que torna possível que tais órbitas possam ser observadas no universo físico. No entanto, tem sido argumentado que esta ocorrência é improvável, uma vez que o domínio de estabilidade é pequeno. Por exemplo, a probabilidade de um evento de espalhamento binário-binário resultando em uma órbita em forma de 8 foi estimada em uma pequena fração de 1%.
Em 2013, os físicos Milovan Šuvakov e Veljko Dmitrašinović, do Instituto de Física de Belgrado, descobriram 13 novas famílias de soluções para o problema de três corpos com momento angular zero de massa igual.
Em 2015, a física Ana Hudomal descobriu 14 novas famílias de soluções para o problema de três corpos de massa igual e momento angular zero.
Em 2017, os pesquisadores Xiaoming Li e Shijun Liao encontraram 669 novas órbitas periódicas do problema de três corpos com momento angular zero de massa igual. Isso foi seguido em 2018 por 1.223 novas soluções adicionais para um sistema de momento angular zero de massas desiguais.
Em 2018, Li e Liao relataram 234 soluções para o problema de três corpos de "queda livre" de massa desigual. A formulação de queda livre do problema de três corpos começa com os três corpos em repouso. Por causa disso, as massas em uma configuração de queda livre não orbitam em um "loop" fechado, mas viajam para frente e para trás ao longo de uma "pista" aberta.

### Abordagens numéricas
Usando um computador, o problema pode ser resolvido arbitrariamente com alta precisão usando integração numérica, embora a alta precisão exija uma grande quantidade de tempo de CPU. Usando a teoria do passeio aleatório, a probabilidade de resultados diferentes pode ser calculada.

## História
O problema gravitacional de três corpos em seu sentido tradicional data em substância de 1687, quando Isaac Newton publicou seu Philosophiæ Naturalis Principia Mathematica. Na Proposição 66 do Livro 1 dos Principia, e seus 22 Corolários, Newton deu os primeiros passos na definição e estudo do problema dos movimentos de três corpos massivos sujeitos às suas atrações gravitacionais mutuamente perturbadoras. Nas Proposições 25 a 35 do Livro 3, Newton também deu os primeiros passos na aplicação de seus resultados da Proposição 66 à teoria lunar, o movimento da Lua sob a influência gravitacional da Terra e do Sol.
O problema físico foi abordado por Américo Vespúcio e posteriormente por Galileu Galilei. Em 1499, Vespúcio usou o conhecimento da posição da Lua para determinar sua posição no Brasil. Tornou-se de importância técnica na década de 1720, pois uma solução precisa seria aplicável à navegação, especificamente para a determinação da longitude no mar, resolvida na prática pela invenção do cronômetro marítimo de John Harrison. No entanto, a precisão da teoria lunar era baixa, devido ao efeito perturbador do Sol e dos planetas no movimento da Lua ao redor da Terra.
Jean le Rond d'Alembert e Alexis Claude de Clairaut, que desenvolveram uma rivalidade de longa data, ambos tentaram analisar o problema em algum grau de generalidade; eles submeteram suas primeiras análises concorrentes à Académie Royale des Sciences em 1747. Foi em conexão com sua pesquisa, em Paris durante a década de 1740, que o nome "problema de três corpos" (em francês: Problème des trois Corps) começou a ser comumente usado. Um relato publicado em 1761 por Jean le Rond d'Alembert indica que o nome foi usado pela primeira vez em 1747.
George William Hill trabalhou no problema restrito no final do século XIX.
Em 2019, Breen et al. anunciou um solucionador de rede neural rápido para o problema de três corpos, treinado usando um integrador numérico.

## Outros problemas envolvendo três corpos
O termo "problema de três corpos" às vezes é usado no sentido mais geral para se referir a qualquer problema físico envolvendo a interação de três corpos.
Um análogo da mecânica quântica do problema gravitacional de três corpos na mecânica clássica é o átomo de hélio, no qual um núcleo de hélio e dois elétrons interagem de acordo com a interação de Coulomb do quadrado-inverso. Como o problema gravitacional de três corpos, o átomo de hélio não pode ser resolvido exatamente.
Tanto na mecânica clássica quanto na quântica, no entanto, existem leis de interação não triviais além da força do quadrado-inverso que levam a soluções analíticas exatas de três corpos. Um desses modelos consiste em uma combinação de atração harmônica e uma força repulsiva do cubo inverso. Este modelo é considerado não trivial, pois está associado a um conjunto de equações diferenciais não lineares contendo singularidades (em comparação, por exemplo, apenas com interações harmônicas, que levam a um sistema de equações diferenciais lineares de fácil resolução). Nesses dois aspectos, é análogo a modelos (insolúveis) com interações de Coulomb e, como resultado, foi sugerido como uma ferramenta para entender intuitivamente sistemas físicos como o átomo de hélio.
O problema gravitacional de três corpos também foi estudado usando a relatividade geral. Fisicamente, um tratamento relativista torna-se necessário em sistemas com campos gravitacionais muito fortes, como próximo ao horizonte de eventos de um buraco negro. No entanto, o problema relativista é consideravelmente mais difícil do que na mecânica newtoniana, e são necessárias técnicas numéricas sofisticadas. Mesmo o problema de dois corpos completo (ou seja, para razão arbitrária de massas) não tem uma solução analítica rigorosa na relatividade geral.

## Problema den-corpos
O problema de três corpos é um caso especial do problema de n-corpos, que descreve como n objetos se movem sob uma das forças físicas, como a gravidade. Esses problemas têm uma solução analítica global na forma de uma série de potências convergentes, como foi comprovado por Karl F. Sundman para n = 3 e por Qiudong Wang para n > 3. No entanto, as séries de Sundman e Wang convergem tão lentamente que são inúteis para fins práticos; portanto, atualmente é necessário aproximar soluções por análise numérica na forma de integração numérica ou, para alguns casos, aproximações de séries trigonométricas clássicas (veja Simulação de n-corpos). Sistemas atômicos, por exemplo, átomos, íons e moléculas, podem ser tratados em termos do problema quântico de n-corpos. Entre os sistemas físicos clássicos, o problema de n-corpos geralmente se refere a uma galáxia ou a um aglomerado de galáxias; sistemas planetários, como estrelas, planetas e seus satélites, também podem ser tratados como sistemas de n-corpos. Algumas aplicações são convenientemente tratadas pela teoria da perturbação, na qual o sistema é considerado como um problema de dois corpos mais forças adicionais que causam desvios de uma trajetória hipotética não perturbada de dois corpos.

## Na cultura popular
No clássico filme de ficção científica de 1951 The Day the Earth Stood Still (O Dia em que a Terra Parou), o alienígena Klaatu, usando o pseudônimo Sr. Carpenter, faz algumas anotações nas equações no quadro-negro do Prof. Barnhardt. Essas equações são uma descrição precisa de uma forma particular do problema de três corpos.[carece de fontes?]
O primeiro volume da trilogia Remembrance of Earth's Past, do autor chinês Liu Cixin, é intitulado The Three-Body Problem e apresenta o problema de três corpos como um dispositivo central da trama.